# 花輪ばやし
花輪ばやし（はなわばやし）は、秋田県鹿角市花輪の祭り。毎年8月19日・20日に行われ、鹿角市の夏の終わりを告げる行事となっている。また、日本三大ばやしの一つに数えられている。
鹿角市の代表的な民俗芸能であり、1978年（昭和53年）2月14日、秋田県無形民俗文化財に指定された。さらに、2014年（平成26年）3月10日には「花輪祭の屋台行事」として国の重要無形民俗文化財に指定されており、2016年（平成28年）11月30日には「山・鉾・屋台行事」（33件）のうちの1件としてユネスコ無形文化遺産に登録されている。
2017年（平成29年）の入れ込み客数は26万人（秋田県観光統計）。
2020年（令和2年）と2021年（令和3年）は新型コロナウイルス感染拡大の影響で戦後初めて中止となったが、2022年（令和4年）には3年ぶりに開催された。

## 由来・歴史
鹿角市の中心市街地である花輪地区の総鎮守、幸稲荷神社（さきわいいなりじんじゃ）の祭典であり、1204年（元久元年）の創建時から続いていると伝わる。ただし、幸稲荷神社は南部藩主により1470年（文明2年）に再建されており、それ以前にあった火災で文献資料が焼失しているため、正確な起源や歴史的背景は不明である。囃子の起源は平安時代末にまず笛による曲が形成され、後に太鼓や鉦、三味線が加わったと考えられている。また、祭りが現在のような形となったのは神明社（六日町に鎮座）における御輿の購入記録より、江戸時代の末期（文化文政の頃）と考えられている。
現在は途絶えた『横丁の太神楽』は祭り屋台の巡行には必ず付くものだったが、1965年（昭和40年）の復活以来まったく行われていない。

### 花輪ばやしの起源
花輪ばやしの起源は定かではないが、以下の説が唱えられている。花輪ばやしの資料である『太神楽に関する記録』（横丁太神楽の記録、編纂：吉田豊治）から通説 1. の『花輪ばやしは京都から来たものである』が誕生した。以下に挙げるのは現在まで言われている大まかな説である。
1. 花輪ばやしの大部分は、1843年（天保14年）に京都から移入したものである。
2. 平泉の藤原文化の流れを汲むものである。
3. 音楽の才能がある平安の貴人が、何らかの事情で鹿角に流されて、隠棲して創作し曲を作った。
4. ｢鹿角盆地｣に発生したものであり、鹿角人が創作した。

## 祭りの特徴
舟場元町、舟場町、新田町、六日町、谷地田町、大町、旭町、新町、横丁、組丁の10町内の屋台が参加して実施されている。祭典は8月16日、御輿が大太鼓と共に幸稲荷神社本殿を出発し、町内を一巡して「御旅所」に安置される時点から始まる。

### 日程
以下は8月19日〜20日未明にかけて行われる花輪ばやしの大まかな日程である。
一日目
19日午後5時半、御旅所に向かって各町内自慢の金箔、総漆塗りなどが施されている豪華絢爛な屋台が出発する。御旅所で祭り開始の挨拶が行われ、今度は駅前広場に向かって屋台が練り歩く駅前パレードとなる。屋台は続々と駅前広場へと入っていき、鹿角花輪駅駅前に全町内の屋台が揃うと円陣を組み、囃子の共演や審査が行われる。駅前での催しが全て終了するといったん、各町内に向けてパレードが行われた後、今度は20日午前0時から稲村橋及び枡形へと向かう朝詰パレード、枡形行事における神事と続き、明け方にかけて再び各町内に戻る。
またこの時、各町内が御神輿に向け、奉納演奏を行う。各町内の奉納曲は以下の通り。
- 二本滝（新田町、旭町）
- 羯鼓（新町）
- 拳囃子（舟場町）
- 霧囃子（大町）
- 追い込み（谷地田町）
- 宇現響（六日町、組丁）
- 吉原格子（舟場元町）
- 矢車（横丁）

また、朝詰めが終了すると、各町内で「本屋台囃子」ではなく、各町内の「十八番」を演奏する。各町内統一で『霧囃子』を演奏するが、かつては町内の「十八番」を演奏して下がっていった。谷地田町の『追い込み』、六日町の『祇園』、大町の『霧囃子』などである。
二日目
日中の自主運行の後、同日午後6時半からは赤鳥居詰パレードが行われ、再び駅前広場に屋台が集結する。その後、赤鳥居（組丁）へと進行して赤鳥居行事が催され、祭典の終了は21日午前3時頃と2日間ほとんど眠らずに行われる。

### 屋台
各屋台は「腰抜け屋台」といって屋台の底に床がなく、演奏者は屋台の動きに合わせて歩きながら演奏している。また、かつて豊作の年には腰抜け屋台の他に2階建ての本屋台も登場したが、現在は保存されていない。
この他、かつてはシャギリ屋台なるものが三年に一度出た。それは普通の屋台に高砂を飾り付け、これを六日町、谷地田町、大町の三町が持ち回りで担当していた。現在の谷地田町の屋台は、このシャギリ屋台を模したものと言われている。花輪ばやしの伝承曲の一つに｢シャギリ｣（地元での作曲）があり、これはこの屋台に付けられたものと考えられている。囃子連中は裃姿という、奇抜な屋台だが現在では演奏される機会は全くない。

### 囃子
花輪ばやしの代表曲は現在、以下の12曲が伝承されている。特に代表曲の本囃子は行進曲風で勇壮で聴く人を魅了する。また、各町内には得意曲もある。平安時代末期や江戸時代中期、幕末頃の三通りの時期に作られたものと考えられている（「#花輪ばやしの起源」も参照」）。
- 本囃子（本ばやし、本屋台囃子）
- 二本滝
- 羯鼓
- 矢車
- 宇現響（谷地田町だけの「開化宇現響」もある。）
- 霧囃子
- 吉原格子
- 不二田
- 拳囃子（拳ばやし、団体によっては『剣囃子』の表記もある。）
- 祇園
- 追込
- シャギリ[17]

この他にも『開化宇現響』（谷地田町だけの曲）と『籠丸』の2曲が伝承されている。

### 町境
各町内の町境（ちょうざかい）では両町内の外交部（外交の提灯を持った人）による挨拶（町境乗り込みの挨拶）が交わされ、これがパレードの進行方向にある燐の町内へと屋台が進む際の通行許可となる。一方、町境では通常の挨拶以外にも様々な催しが行われている。近年では駅前へ集結するパレードが19日と20日の二日間行われているが、この際に花輪商店街通り（秋田県道66号）と鹿角花輪駅の駅前広場に向かう道との交差地点において大町、新町、旭町の三町の屋台が三つ巴に近接し、囃子の競演を行う様（お囃子合戦）は見所である。また、20日の午前0時頃に始まる朝詰パレードの際には、谷地田町と六日町の町境で実際に屋台をぶつけて押し合いどちらの屋台が町境を越えたか争う（けんか屋台）のが恒例となっている。

## ギャラリー

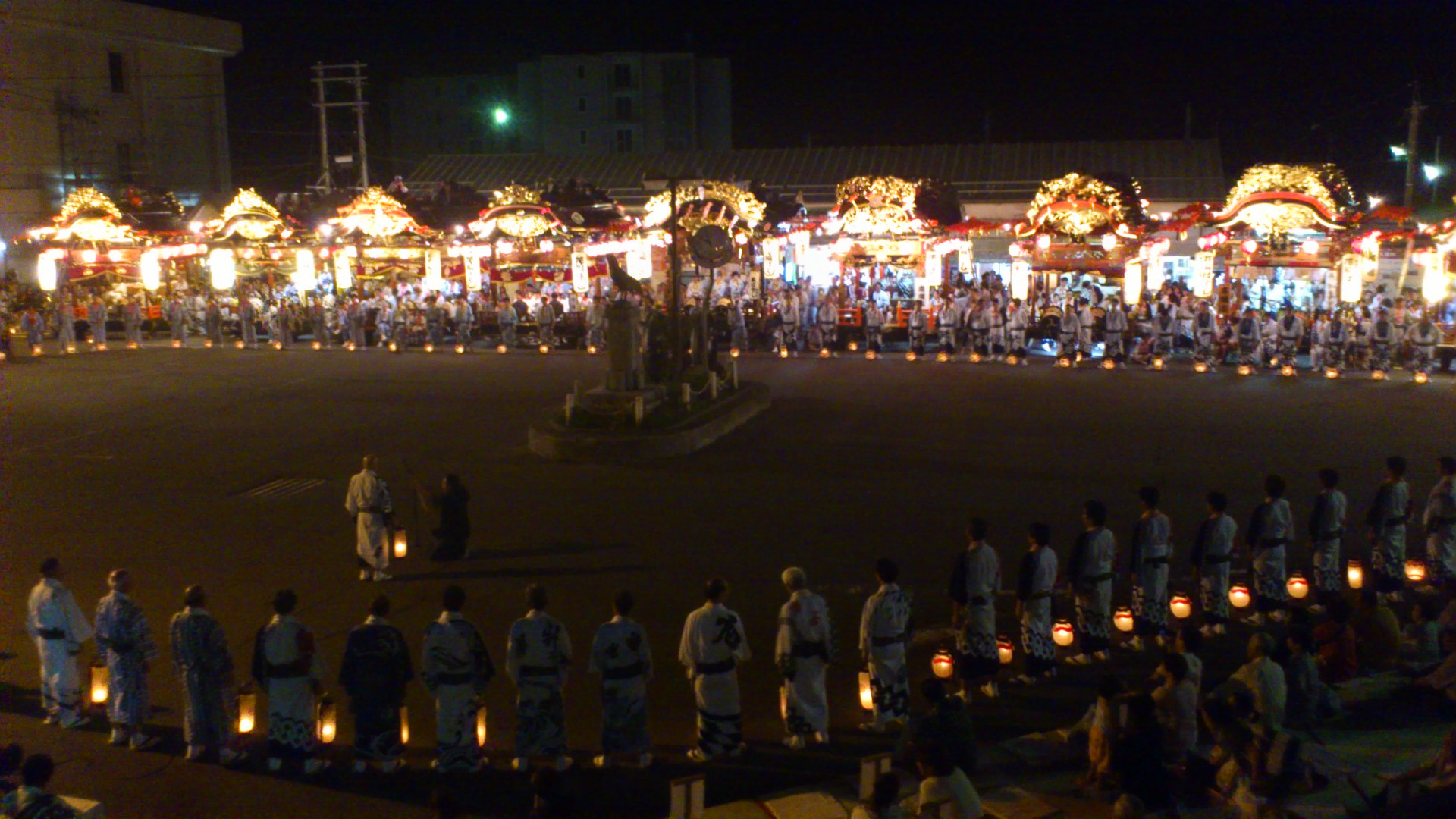
鹿角花輪駅前に集合する屋台（2012年）
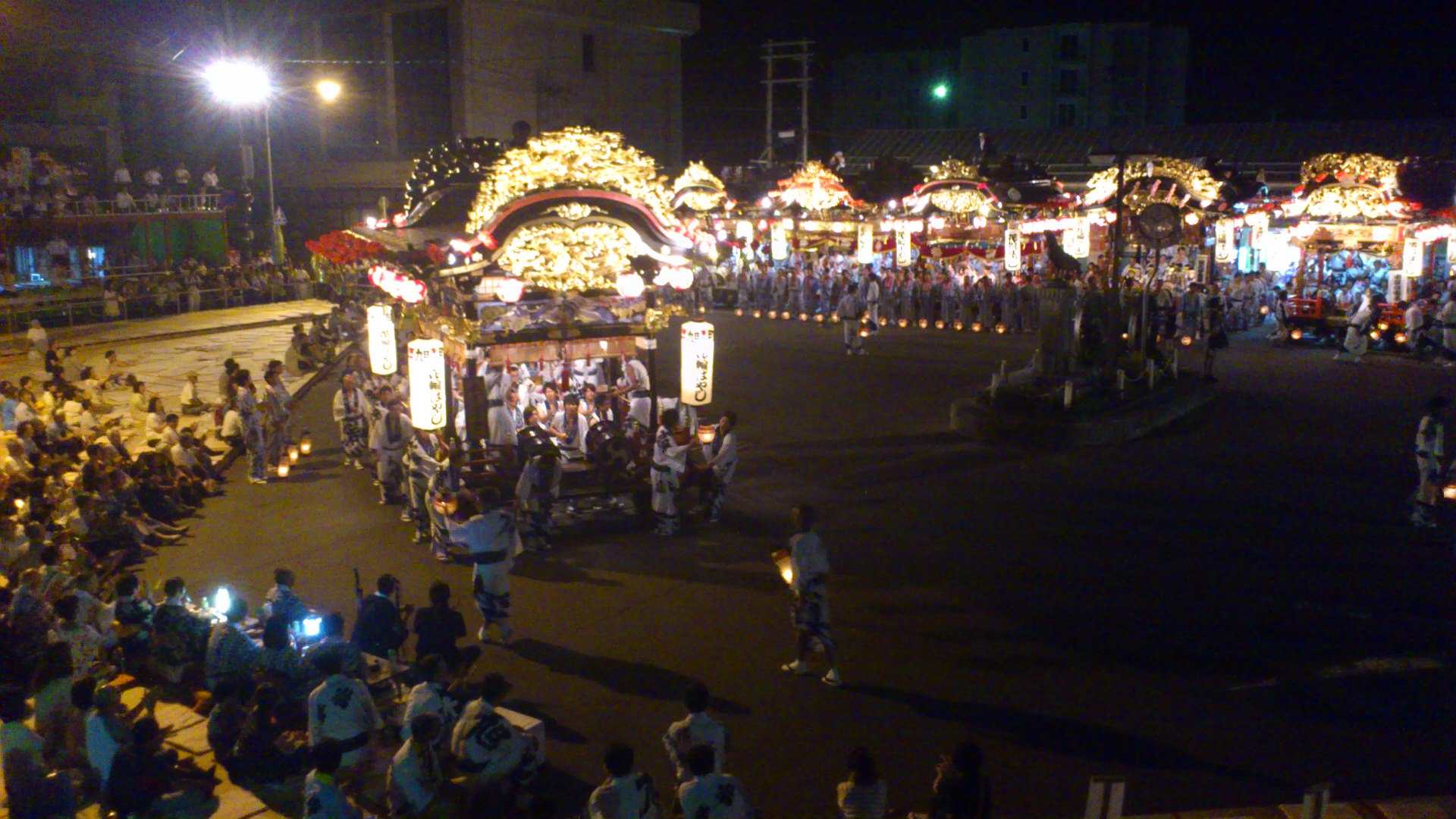
駅前イベント終了後に退場する屋台（2012年）
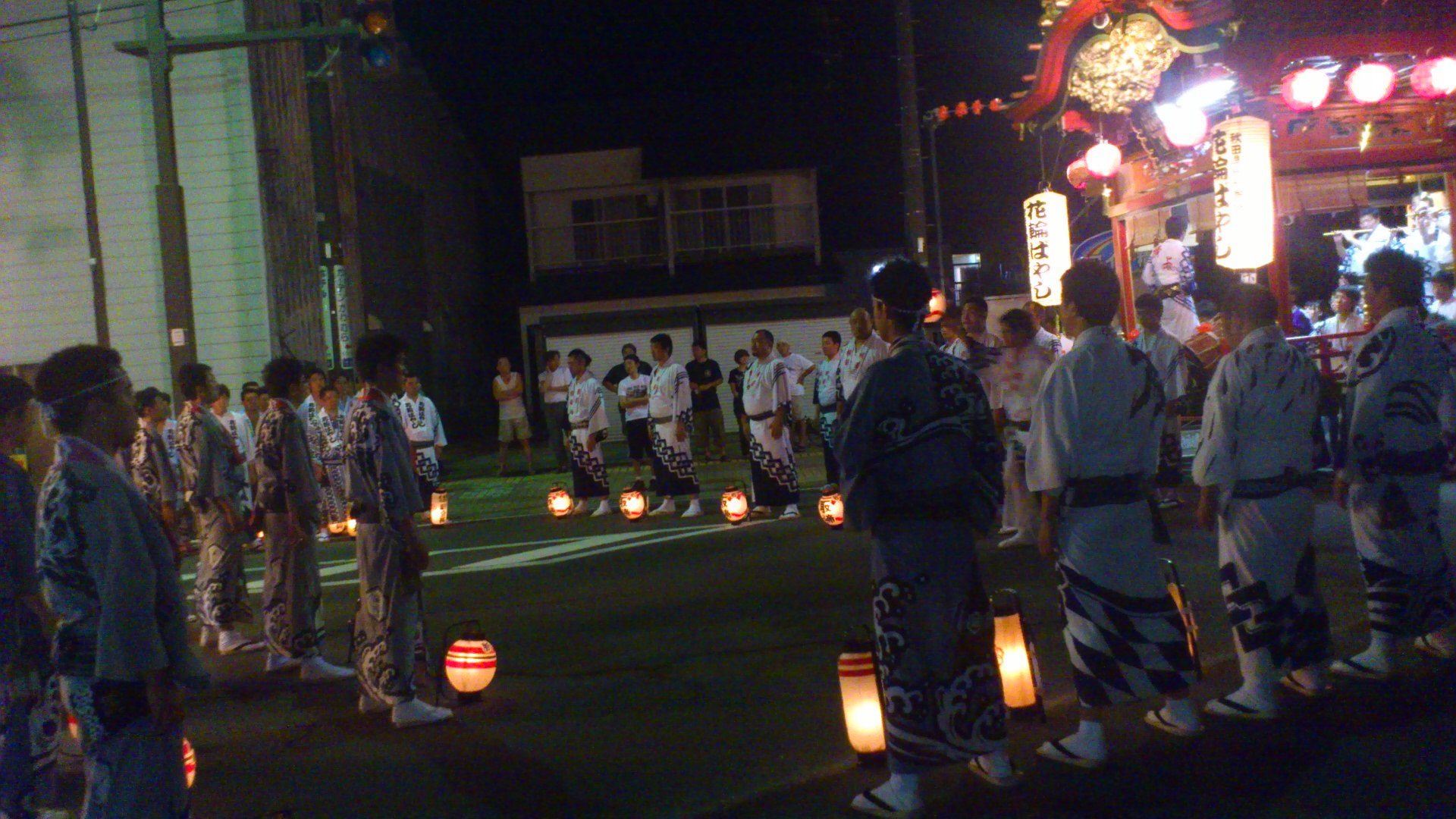
町境の挨拶（外交）（2012年）
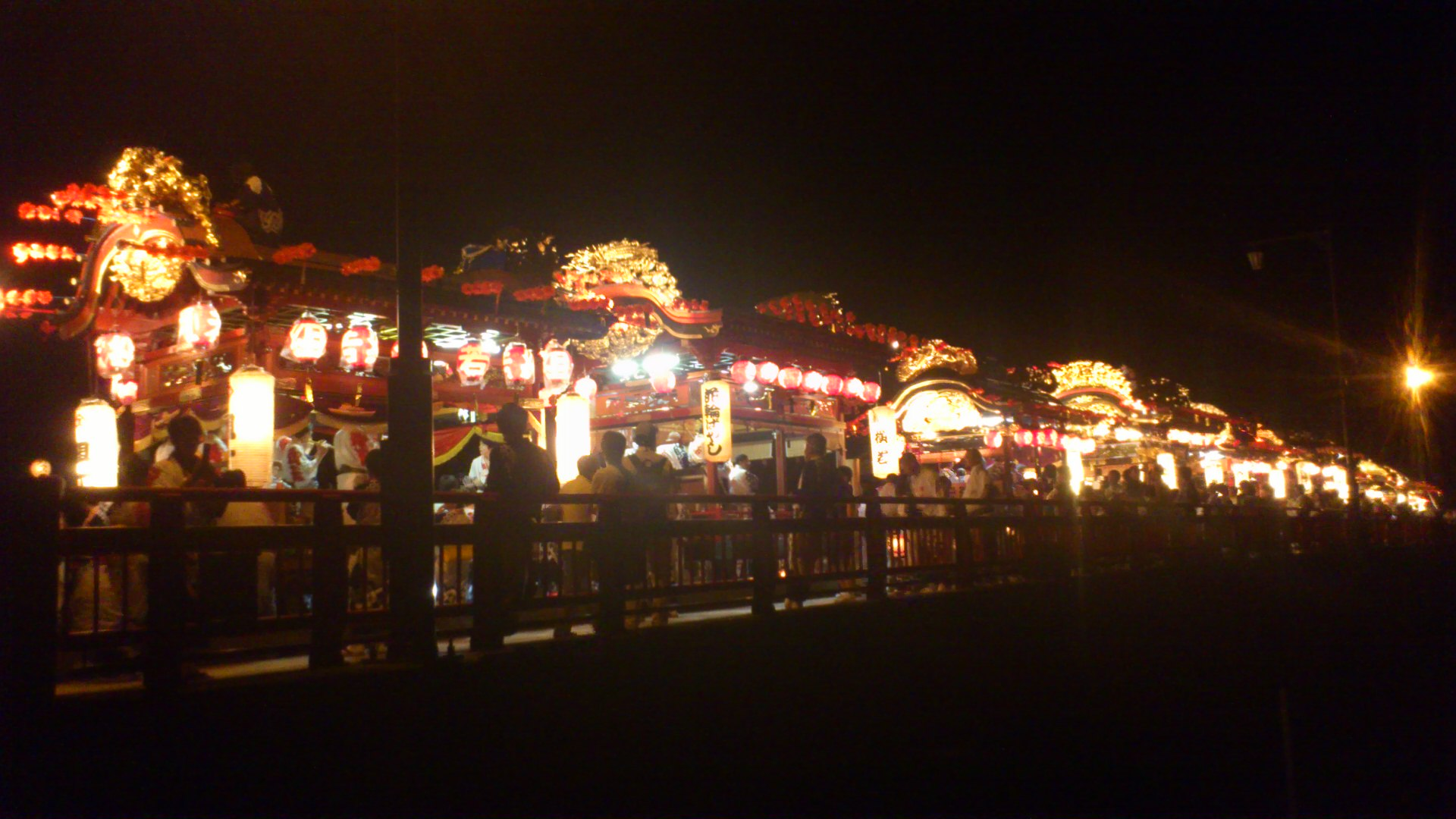
朝詰で稲村橋に集合する屋台（2012年）
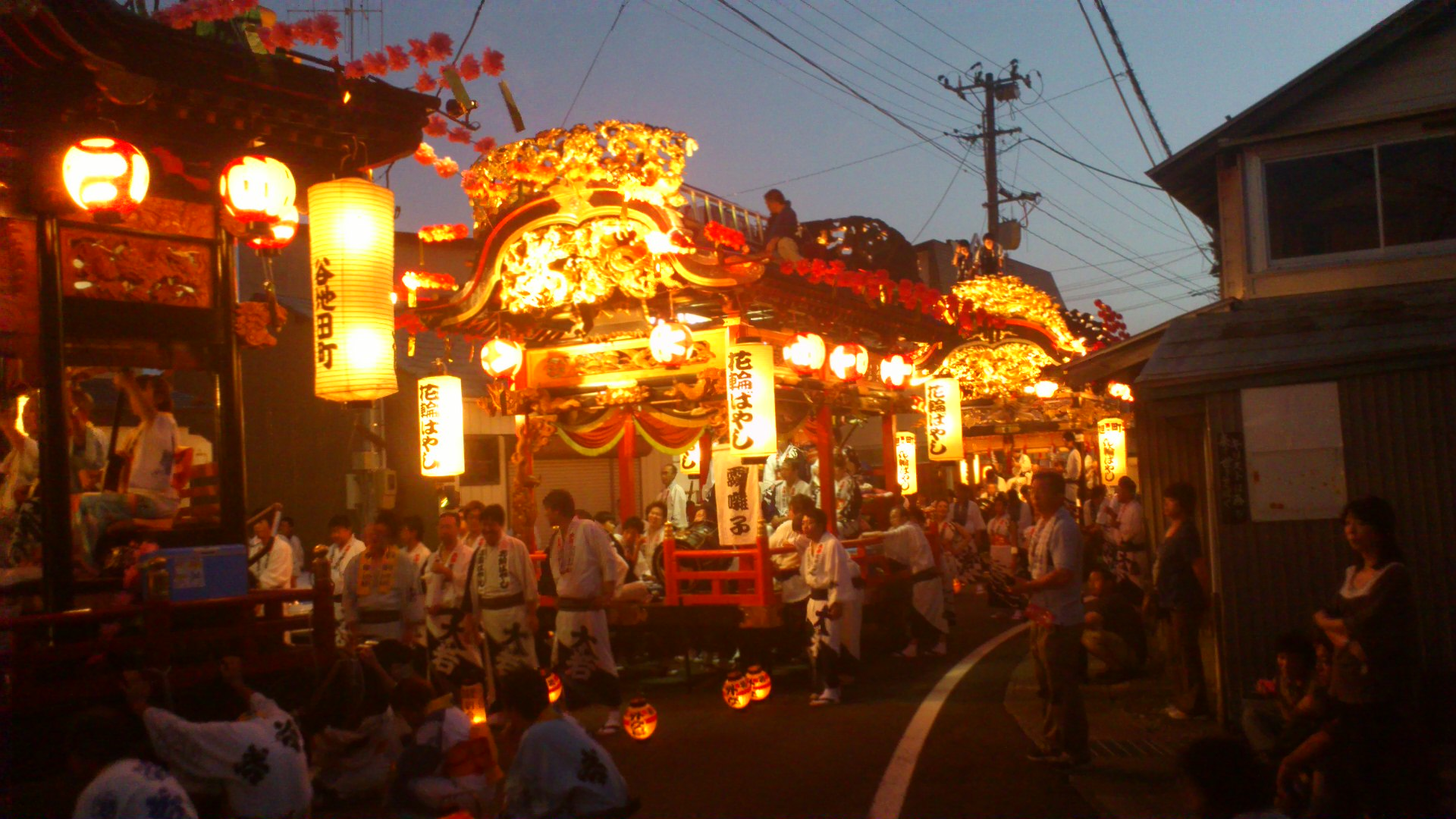
屋台パレード（朝詰）（2012年）
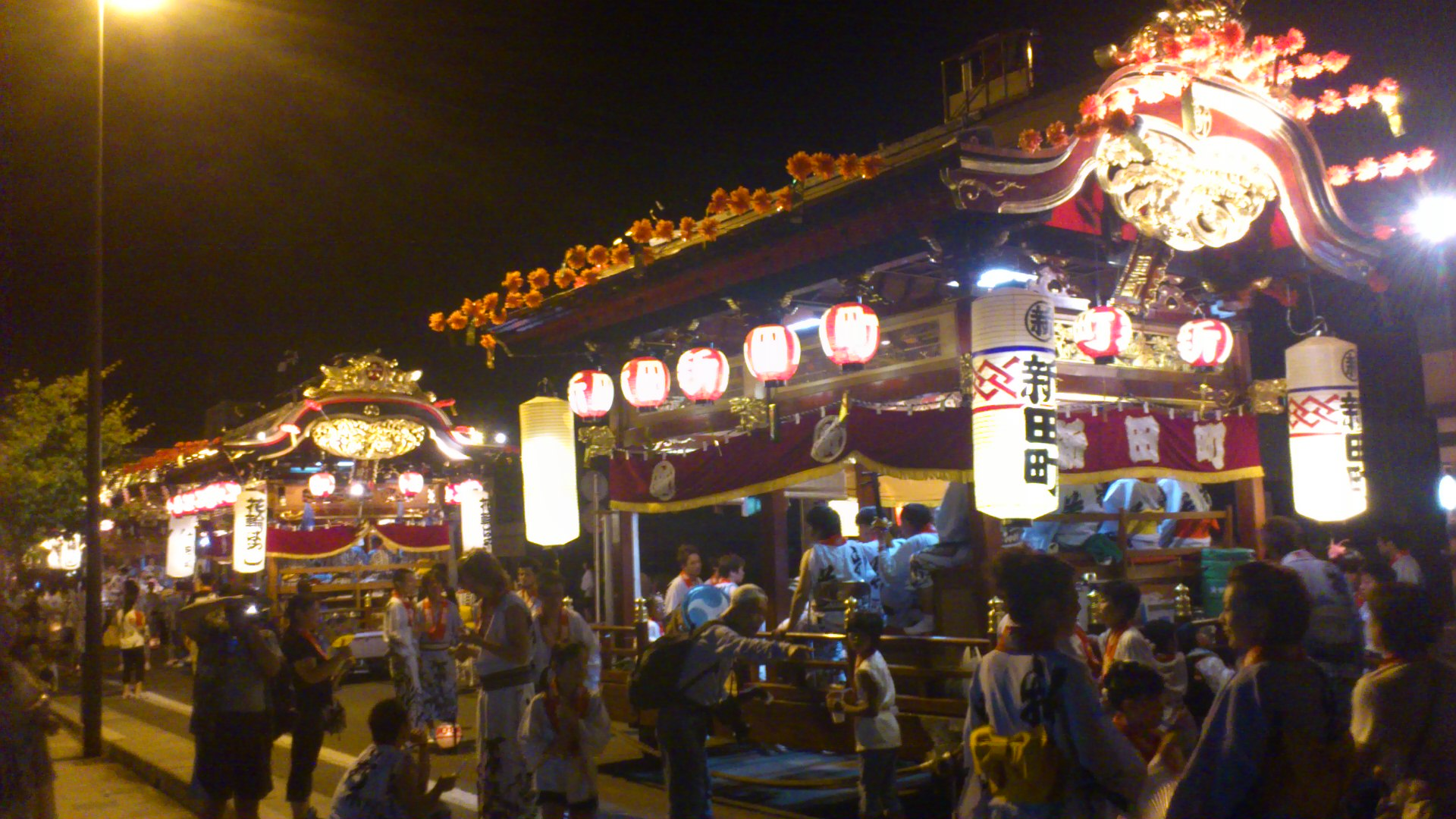
屋台パレード：手前は新田町の屋台（2012年）

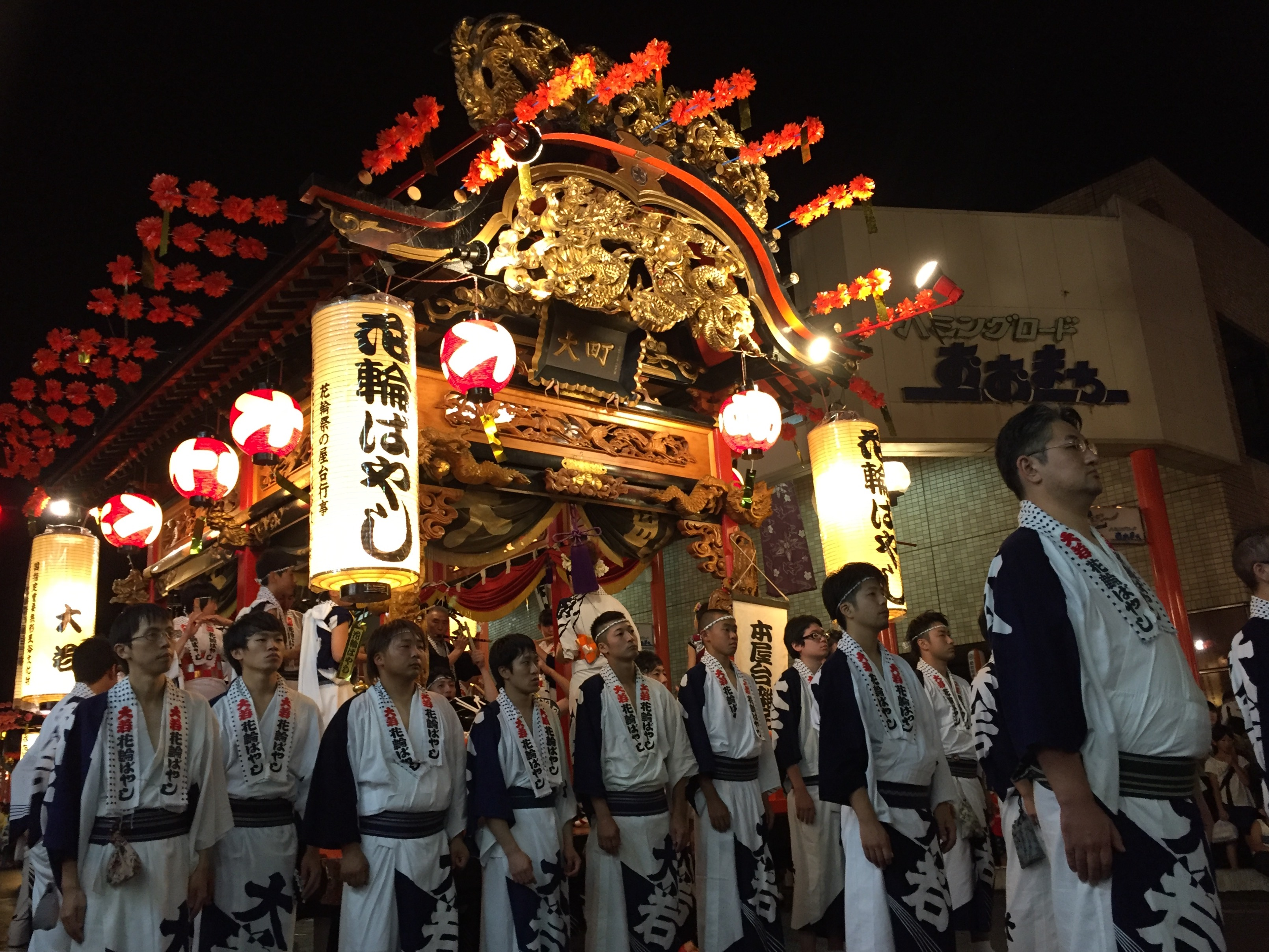
屋台パレード：大町の屋台（2017年）
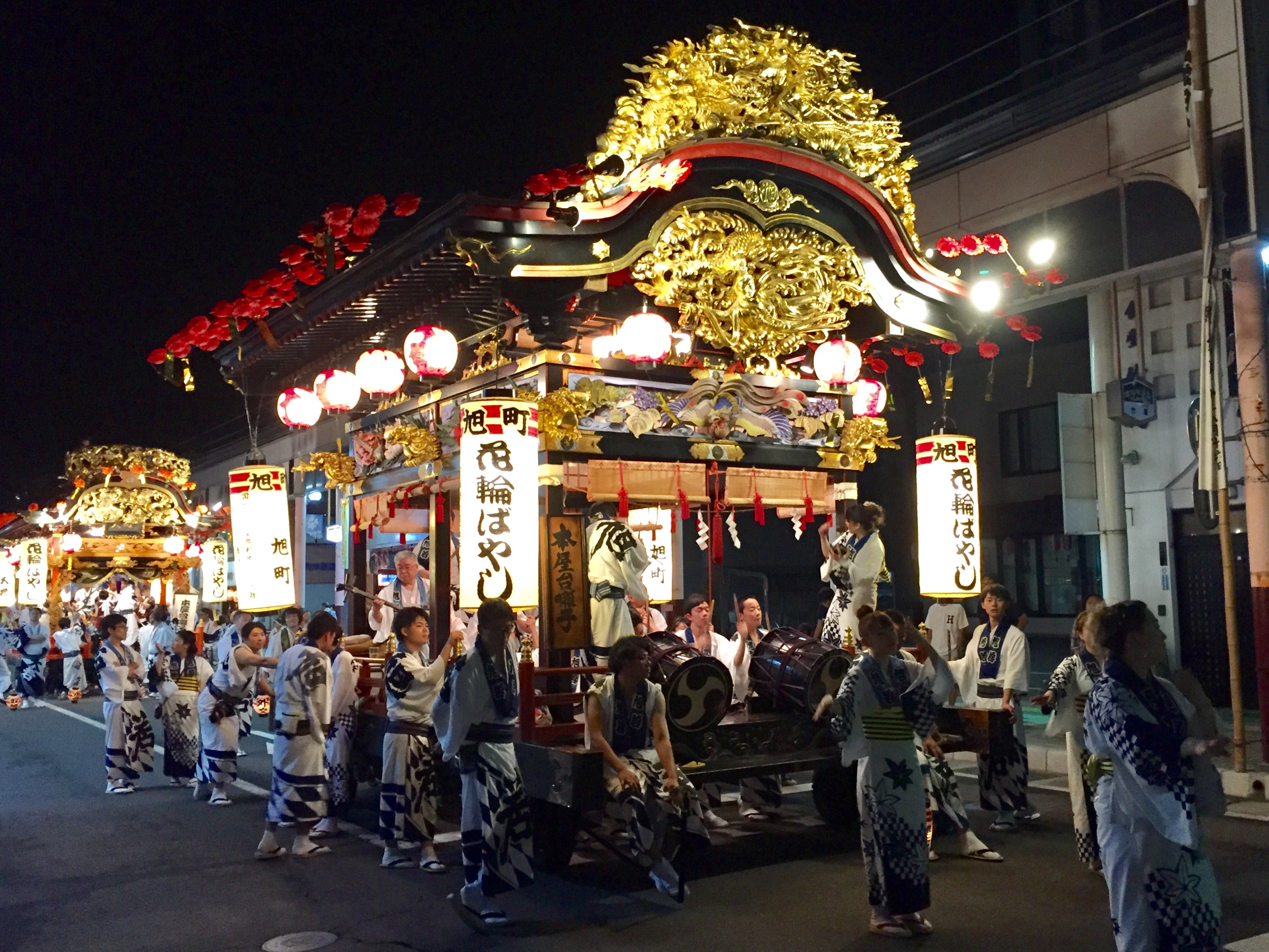
屋台パレード：旭町の屋台（2017年）
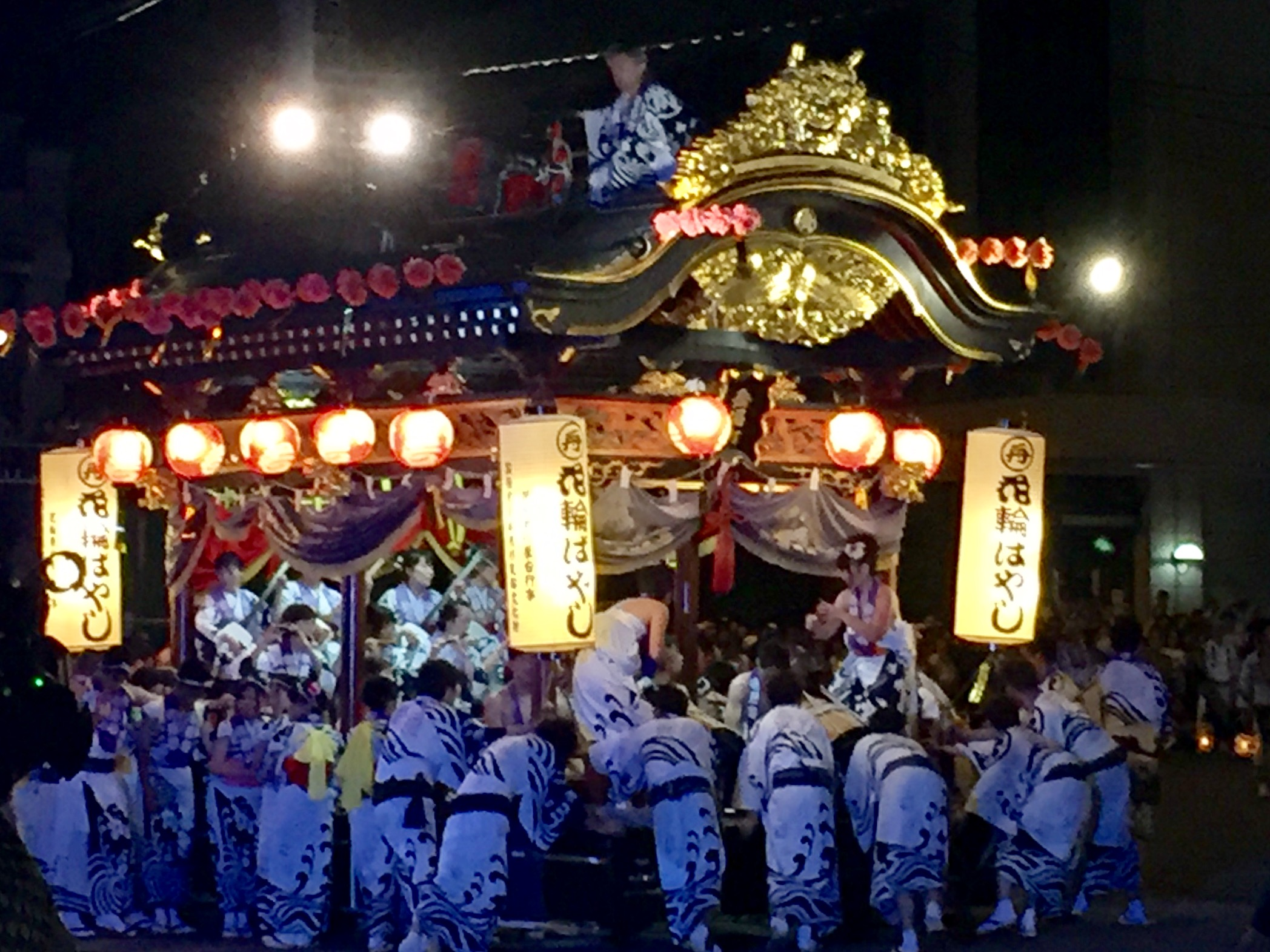
駅前イベント：船場町の屋台（2017年）
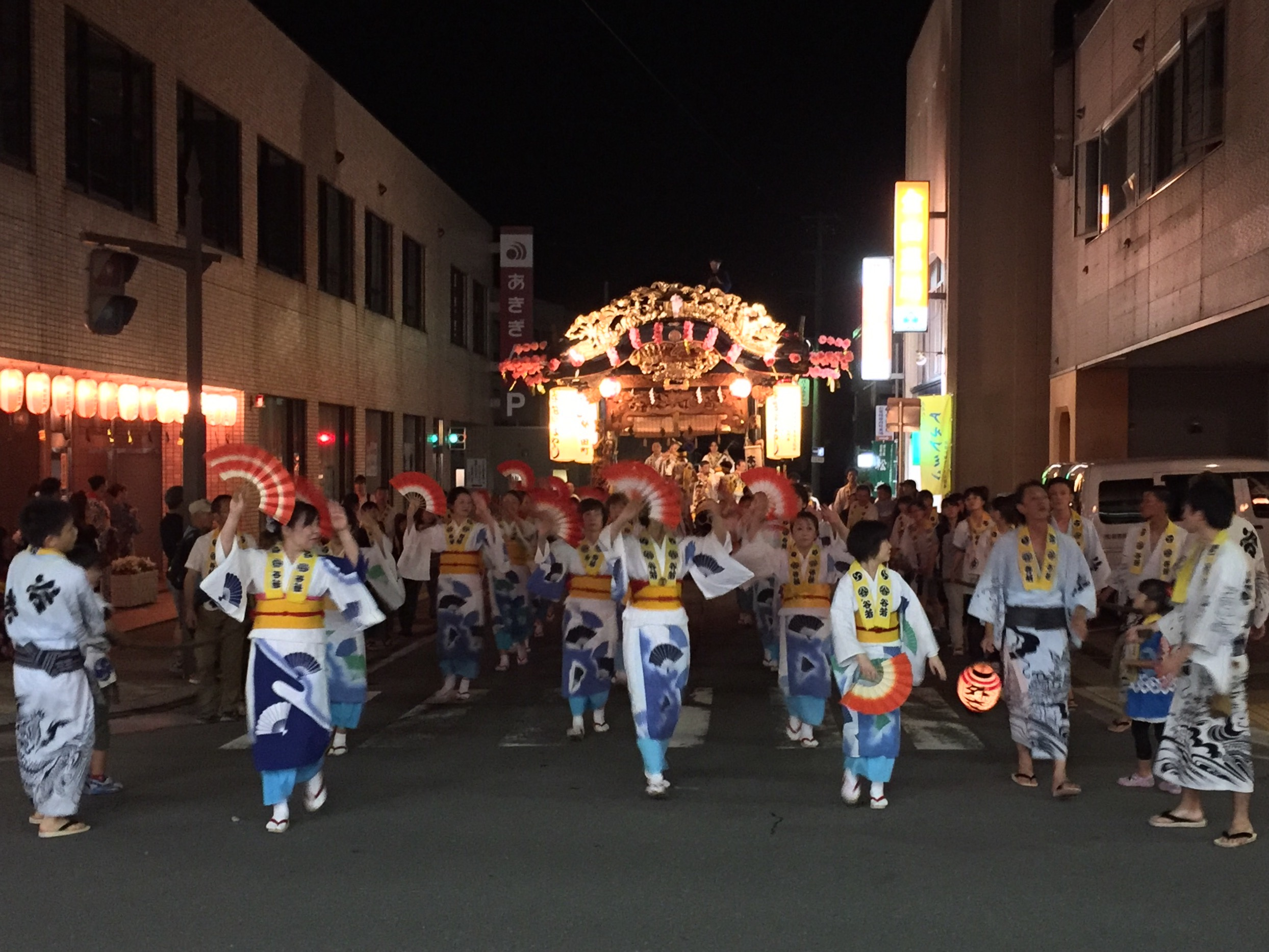
屋台パレード：囃子に合わせて手踊りしながら進む踊り手（谷地田町の屋台を先導、2017年）
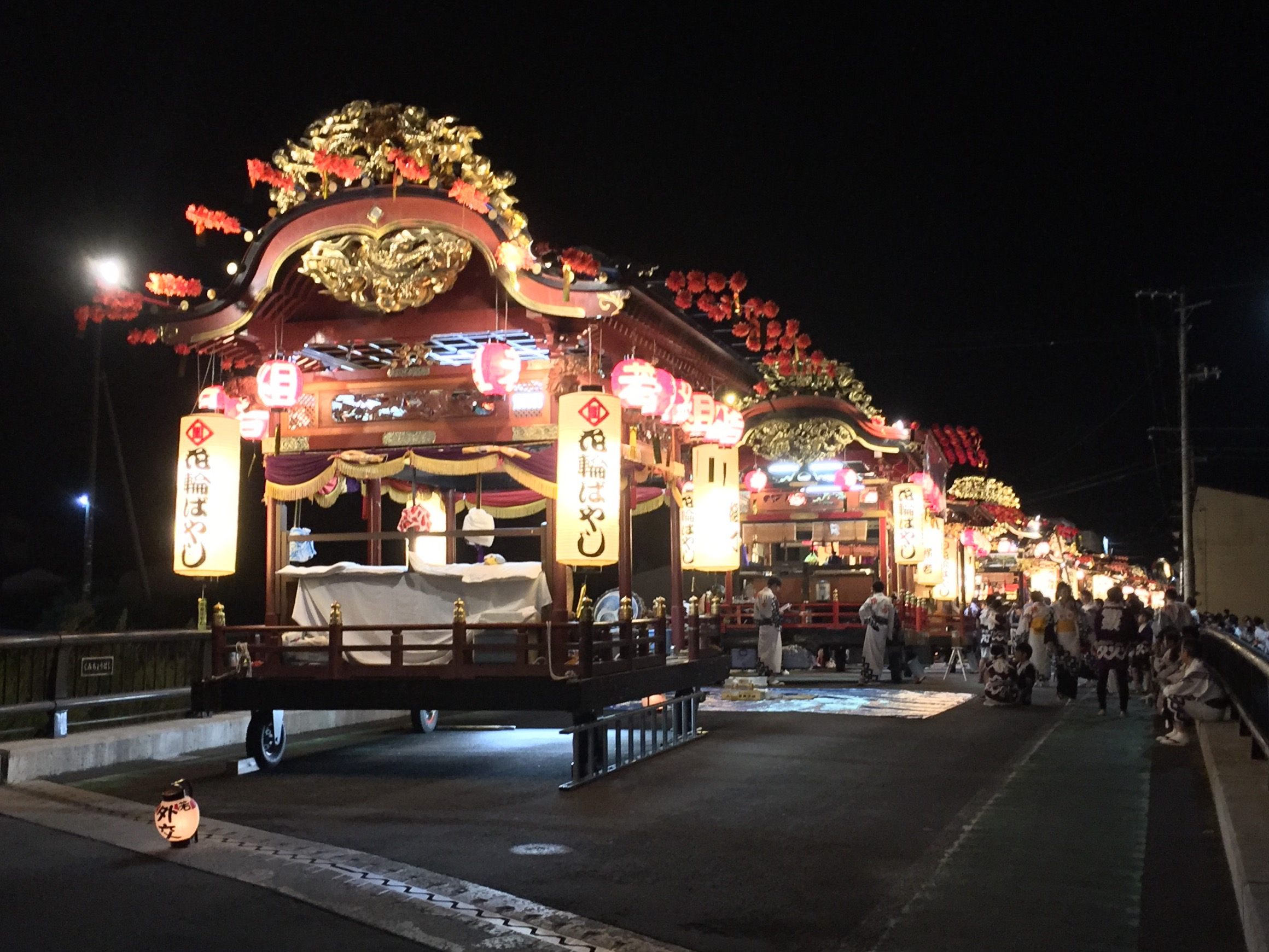
赤鳥居行事中、待機する屋台（2017年）
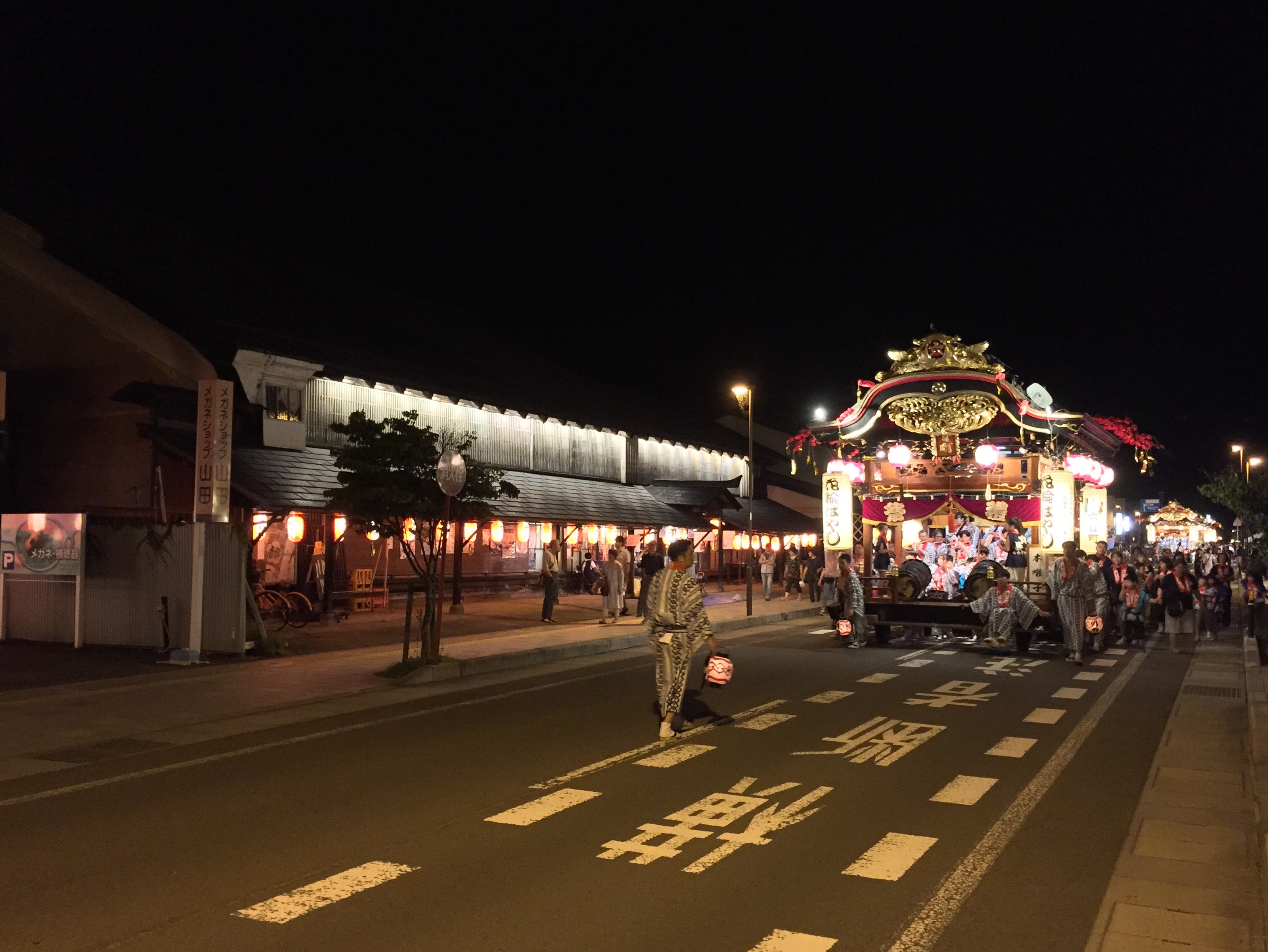
登録有形文化財「旧関善酒店主屋」と屋台 （先頭は六日町の屋台、2017年）

## 交通アクセス
- 最寄り駅：JR花輪線 鹿角花輪駅
- 自動車：東北自動車道 鹿角八幡平ICより花輪市街地まで約3km（約5分）
- 高速バス（「鹿角花輪駅#バス路線」も参照）
  - 盛岡駅及び大館駅より鹿角花輪駅前まで高速バスあり（みちのく号） - 1時間に約1本と本数は多め。
  - 東京の池袋駅や埼玉の大宮駅より鹿角花輪駅前まで夜行高速バスあり（ジュピター号）